# Labello

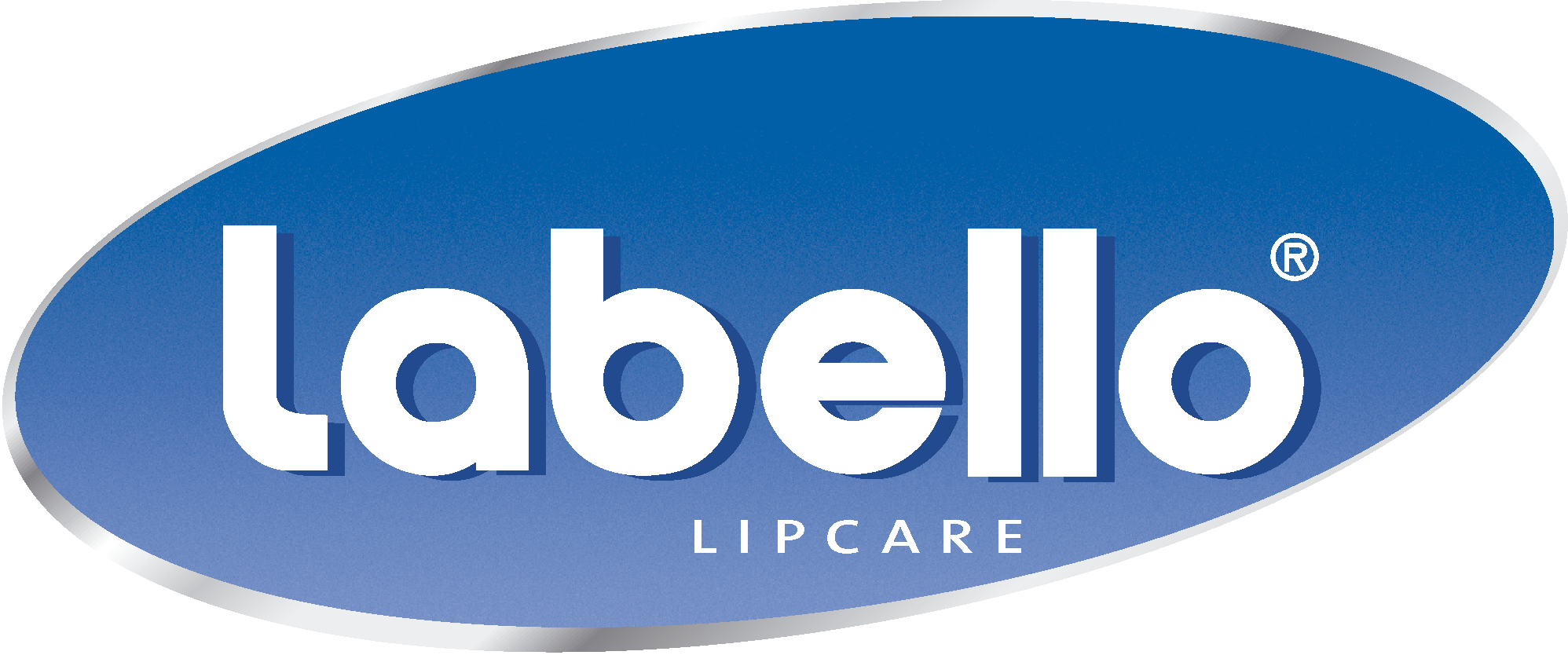
Labello-Logo

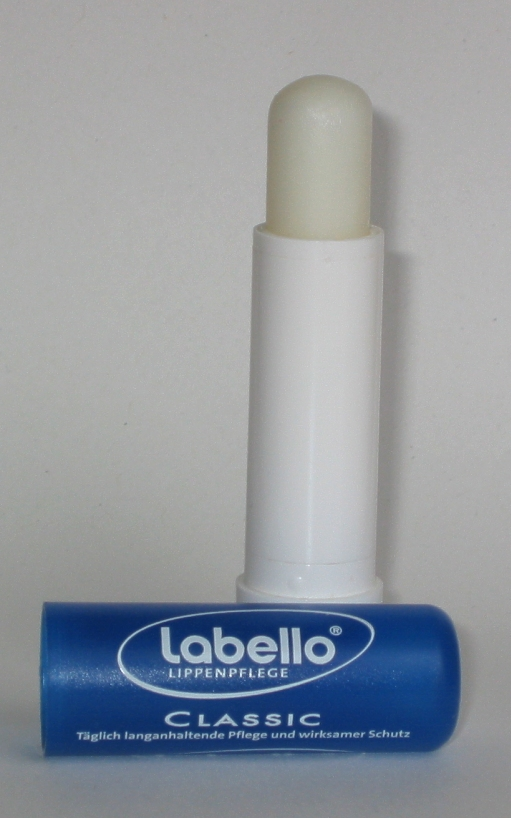
Geöffneter Labello-Pflegestift

Labello ist eine Marke für Lippenpflegestifte der Beiersdorf AG. Die Anwendung soll durch öl- und wachshaltige Inhaltsstoffe die Lippen feuchthalten. Der Name Labello entstand aus den lateinischen Worten „labium“ (= Lippe) und „bellus“ (= schön) und bedeutet somit sinngemäß „schöne Lippen“. Labello wird seit 1909 unter diesem Warenzeichen von der Beiersdorf AG verkauft und ist damit das älteste Produkt der noch heute bekannten Beiersdorf-Marken. Entwickler des Lippenpflegestiftes war der damalige Beiersdorf-Inhaber Oscar Troplowitz. Neu war das innovative Drehhülsen-Gehäuse, aus dem der Labello zum Gebrauch herausgedreht wird, welches bis heute bei vielen Lippenstiften und anderen Kosmetikprodukten Anwendung findet. Labello ist in vielen europäischen Ländern Marktführer in diesem Bereich. Das klassische blaue Labello kam 1973 auf den Markt.
In anderen europäischen Ländern, in den USA, Japan und Südkorea werden die Pflegestifte unter der Markenbezeichnung Nivea angeboten. In Griechenland und Spanien werden die Produkte unter dem Namen Liposan vertrieben.

## Kritik
Bei der Anwendung von Labello tritt ein gewisser Gewöhnungseffekt ein: Manche Anwender bemerken zunehmend trockene Lippen, die zu zunehmender Verwendung des Produkts führen. Das gilt aber für die meisten Lippenpflegestifte auch anderer Hersteller. Kritiker wie die Zeitschrift Öko-Test verwiesen auf die austrocknende und eventuell gesundheitsschädliche Wirkung der früher enthaltenen Mineralölprodukte, die bei häufiger Benutzung vorkommen konnte.
Labello hat 2018 die Rezeptur geändert; seither sind keine Mineralöle mehr enthalten.

## Sortenvielfalt
Es sind 20 Varianten erhältlich. Man kann den Labello auch mit Sonnenschutzfaktor erhalten, dieser pflegt die Lippen dann nicht nur, sondern schützt sie zusätzlich noch vor übermäßiger Sonneneinstrahlung. Das Produkt gibt es auch mit diversen Fruchtaromen („Geschmack“). Die Hülle (bzw. Kappe) des Stifts ist dann farblich meist der jeweiligen Frucht angepasst.